# 球質
球質是台灣某些球類運動的術語，在中國亦稱為質量，意思大概可以當作是「發球的品質（香港稱質素、中國稱質量）」。多於球賽轉播時聽到，此為一項綜合評比的代表參數，例如在網球中，用以形容回球的困難程度，球質高代表回球困難。
決定球質的要素有：速率、旋度、方向和落點。速度快、旋度高、方向和落點佳，就是球質高，而對方要回球也較困難。

## 決定球質的臨近因素
以棒球的投球為例：
1. 球的進入好球帶的落點(好球帶落點):好球帶範圍內，與好球帶正中間偏移越多，球質越高。
2. 球的移動速度:移動速度越高，球質越高。
3. 球的旋轉速度:旋轉速度越高，球質越高。
4. 球的旋轉角度(相對於球的移動方向)。
5. 球的行進路線:綜合上述之移動速度、球的旋轉速度與角度，會引起球行進路線的角度變化，角度變化越大，球質越高。

需綜合以上5個因素的變化，會引起不同的球質變化。

## 決定球質的終極因素

### 運動員的影響
運動員的身體素質(但與體重無關)、技術（如跨步、用手指、用手臂）、和實際投球或擊球當下的狀態決定球的運動方式。

### 器材
球棒或球拍的重量、重心分佈、密度、摩擦力、彈性等等會影響擊球的球質。